# Lac Usborne
Lac Usborne är en sjö i Kanada.   Den ligger i regionen Outaouais och provinsen Québec, i den sydöstra delen av landet, 120 km nordväst om huvudstaden Ottawa. Lac Usborne ligger 242 meter över havet. Arean är 4,1 kvadratkilometer. Den sträcker sig 4,2 kilometer i nord-sydlig riktning, och 3,3 kilometer i öst-västlig riktning.
I omgivningarna runt Lac Usborne växer i huvudsak blandskog. Runt Lac Usborne är det mycket glesbefolkat, med 3 invånare per kvadratkilometer.